# Chlorellales
Chlorellales é uma ordem de algas verdes da classe Trebouxiophyceae.

## Sistemática
Os seguintes géneros, tradicionalmente incluídos neste agrupamento, estão em incertae sedis:
- Ankistrodesmopsis
- Picochlorum